# 陈嘉园
陈嘉园（Chen Jiayuan，1991年2月16日—），原籍中國福建，現時為新加坡女子羽毛球運動員。

## 簡歷
陈嘉园在2005年加入新加坡羽總，2007年6月成為新加坡永久居民，至2009年6月获得新加坡公民权。
2014年8月，陈嘉园參加丹麥哥本哈根舉行的世界羽毛球錦標賽，出戰女子單打項目，首圈就以1比2（13-21、21-15、16-21）不敵丹麥的安娜·蒂亚·马德森出局。
2015年8月，陈嘉园參加印尼雅加達舉行的世界羽毛球錦標賽，出戰女子單打項目。她在首圈以2-0輕取俄羅斯選手克谢尼娅·波利卡波娃晉級，但在第二圈就以0比2（18-21、11-21）不敵4號種子、中華台北的戴資穎出局。

## 主要比賽成績
只列出曾進入準決賽的國際賽事成績：
| 年份   | 賽事                     | 公開賽級別 | 項目     | 拍檔           | 成績   |
| ------ | ------------------------ | ---------- | -------- | -------------- | ------ |
| 2010年 | 新加坡羽毛球國際系列賽   | 國際系列賽 | 女子單打 | －             | 冠軍   |
| 2010年 | 新加坡羽毛球國際系列賽   | 國際系列賽 | 女子雙打 | 顾娟           | 準決賽 |
| 2011年 | 比利時羽毛球國際賽       | 國際挑戰賽 | 女子雙打 | 梁语嫣         | 準決賽 |
| 2011年 | 馬來西亞羽毛球國際挑戰賽 | 國際挑戰賽 | 女子雙打 | Dellis Yuliana | 準決賽 |
| 2011年 | 新加坡羽毛球國際系列賽   | 國際系列賽 | 女子單打 | －             | 準決賽 |
| 2012年 | 馬來西亞羽毛球國際挑戰賽 | 國際挑戰賽 | 女子單打 | －             | 準決賽 |
| 2014年 | 斯里蘭卡羽毛球國際賽     | 國際挑戰賽 | 女子單打 | －             | 亞軍   |
| 2014年 | 馬來西亞羽毛球國際挑戰賽 | 國際挑戰賽 | 女子單打 | －             | 冠軍   |
| 2015年 | 東南亞運動會羽毛球比賽   | 其他       | 女子團體 | －             | 銅牌   |
| 2015年 | 中華台北羽毛球大獎賽     | 大獎賽     | 女子單打 | －             | 準決賽 |

| 2007-2017年 | 首要超級賽 | 超級賽 | 黃金大獎賽 | 大獎賽 | 國際挑戰賽 | 國際系列賽 | 未來系列賽 | 其他 |

| 2018-2026年 | 總決賽 | 超級1000賽 | 超級750賽 | 超級500賽 | 超級300賽 | 超級100賽 | 國際挑戰賽 | 國際系列賽 | 未來系列賽 | 其他 |

### 奧運會和世錦賽參賽紀錄
|          | 2014 | 2015 |
| -------- | ---- | ---- |
| 女子單打 | 48強 | 32強 |